# جون ر. ستيل
جون ر. ستيل (بالإنجليزية: John R. Steel)‏ هو فيلسوف ورياضياتي أمريكي، ولد في 30 أكتوبر 1948.